# Sébastien Castella
Pour les articles homonymes, voir Castella.
Sébastien Castella , né le 31 janvier 1983 à Béziers (Hérault), est un matador français.
Il se retire des ruedos lors du covid, afin de se tourner vers une carrière d'artiste peintre.
Il reprend ses activités de matador de toros en janvier 2023 en affrontant 6 toros à Manizales. Lors de cette année civile il réussit à sortir en triomphe à Madrid, Séville et México, les arènes les plus importantes du monde.

## Présentation
Découvert par Robert Margé qui a été son apoderado jusqu'en 2002, il a été ensuite dirigé par José Antonio Campuzano qui avait détecté ses faiblesses à l'estocade alors qu'il était encore becerrista, lors d'un festival dans les arènes de Béziers. Il est maintenant dirigé par Simon Casas.

## Carrière actuelle
Il est aujourd'hui l'un des plus grands matadors du monde, reconnu par les médias espagnols : « Su paso por estos recientes ciclos le ha deparado el reconocimiento de todos los sectores profesionales y de varios jurados que le han declarado triunfador de los mismos. (Trad : ses performances dans les récents spectacles taurins lui ont valu la reconnaissance de tous les secteurs professionnels (de la tauromachie s'entend) et plusieurs jurys l'ont déclaré vainqueur. », au Mexique, par la presse française  aussi,, mais encore par les dictionnaires taurins, comme celui de Robert Bérard qui lui consacrait déjà en 2003 quatre pages. 

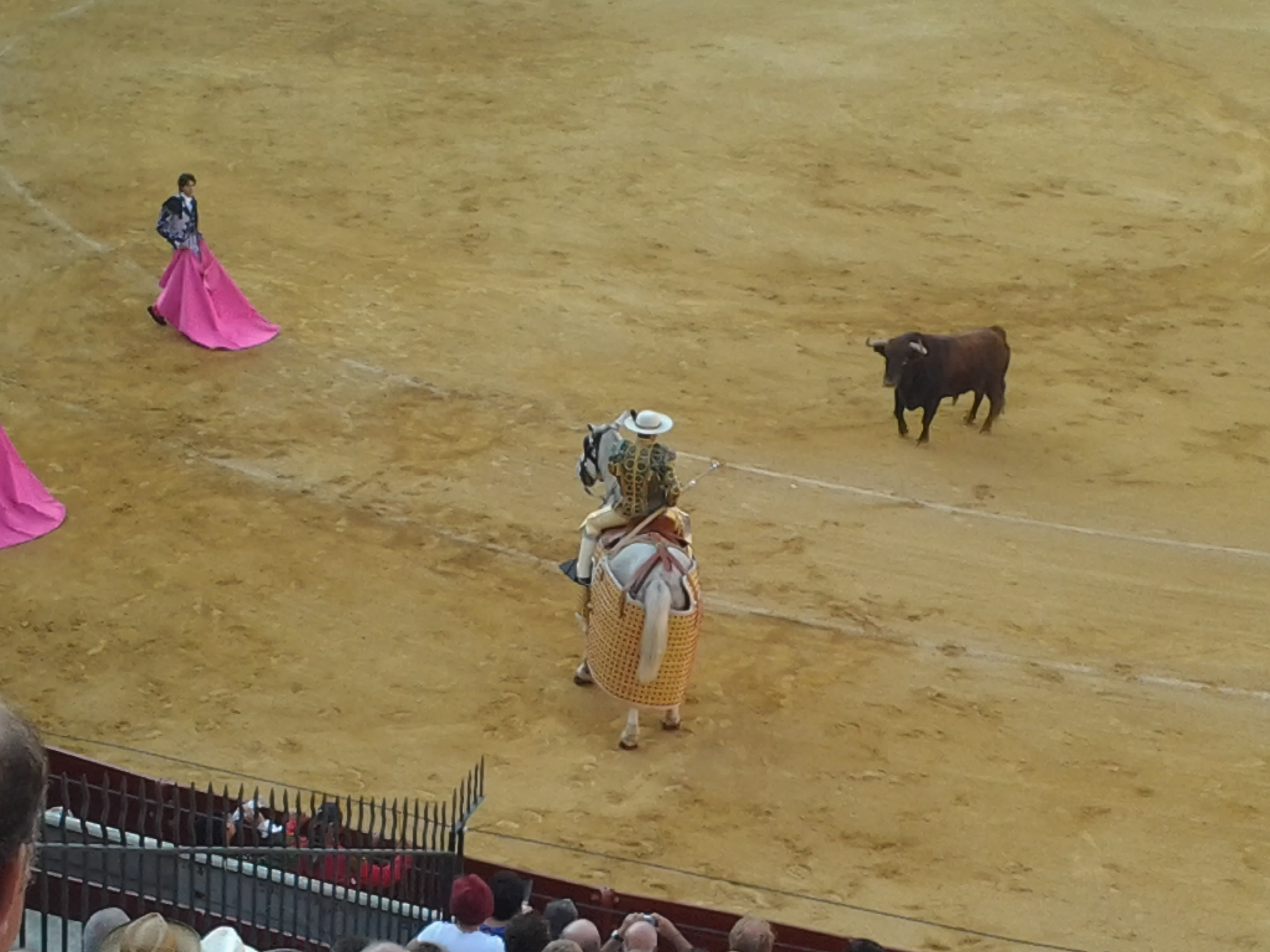
Sébastien Castella au Puerto de Santa María en août 2013

Deux livres sont parus pour décrire son parcours : Sébastien Castella, le héros français de Antonio Arévalo et Dessine-moi un taureau de Jean-Marie Magnan et Lucien Clergue. Ce dernier ouvrage retrace également la carrière d'un autre français, Juan Bautista.
Castella est le grand triomphateur de la feria de Béziers 2013. Pour la première fois dans l'histoire de la tauromachie, un torero français figure dans le classement des dix meilleurs toreros du monde en 2006, à la cinquième place. Il reçoit à deux reprises, en 2006 et 2009, le prix de la oreja de oro de la radio nationale espagnole qui récompense le triomphateur de la saison européenne ,. Devenu une figura mondiale , il est le premier français ayant cet honneur.
En 2012, il remporte plusieurs triomphes, notamment à Bogota et à Mexico.
Cette année, bien qu'absent de nombreuses ferias en France, il réalise un très grand début de saison. Triomphateur de la San Isidro (feria de Madrid), il réalise une grande prestation le 17 mai dans les arènes de Las Ventas de Madrid, malgré une cornada impressionnante . A partir de mai, il triomphe partout où il se produit, Nîmes, Albacete, Aranjuez, Burgos, Soria, Teruel. Le 14 juillet il gracie un toro dans les arènes de Châteaurenard. À Pampelune l'oreille lui est refusée par la présidente malgré une pétition majoritaire.
Pendant l'hiver 2012-2013, il fait le paseo vingt fois en Amérique latine. Il réalise une grande faena à Mexico en novembre. Au mois de février il gracie deux toros en 24 heures à Medellín (Colombie)  et Ambato (Équateur),  après avoir réalisé deux très grandes faenas.
En Europe le début de la temporada est très satisfaisant tant en termes de résultats qu'en termes artistique. Deux oreilles à Castellón de la Plana, une à Valence, trois à Arles et surtout le 24 mai à Madrid, devant un toro de Victoriano del Río, il y réalise deux grandes séries de naturelles (passes de la gauche). Il ne coupe qu'une oreille, car le toro mettra du temps à tomber. En outre il est aujourd'hui le torero en activité ayant le plus coupé d'oreilles (17) à Madrid.

## Carrière

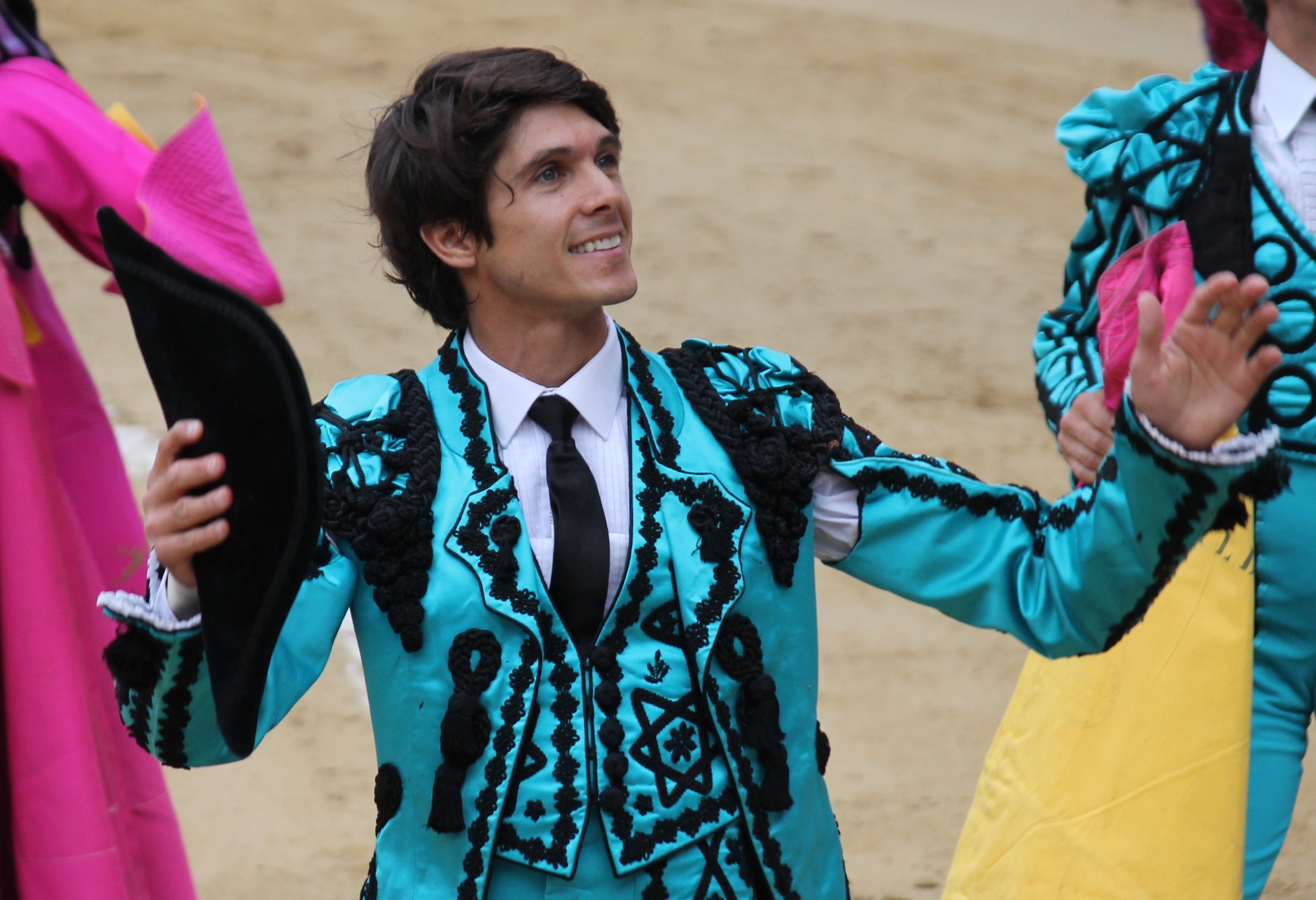
Castella, Bogotá

- Débuts en novillada sans picadors : 30 mars 1997 à Aignan (Gers).
- Débuts en novillada avec picadors : 17 janvier 1999 à Acapulco (Mexique, État de Guerrero) en compagnie de Javier Gutiérrez, Jorge González et Israel Téllez. Novillos de Cerro Viejo. Ovation.
- Débuts en novillada avec picadors en France : 1er mai 1999 à Aire-sur-l'Adour (Landes) en compagnie de  Juan Bautista,  El Fandi  et  Marie Sara. Novillos de Yerbabuena. Oreille et oreille.
- Présentation à Madrid : 30 avril 2000 en compagnie de Sergio Aguilar et Alberto Álvarez. Novillo « Saltador », castaño chorreado, nº 27, 533 kg de la ganadería de Peñajara. Silence et silence. Habit grenadine et or.
- Alternative : 12 août 2000 à Béziers. Parrain Enrique Ponce,  témoin José Tomás. Taureau « Diligencia », negro, nº 61, 519 kg, de la ganadería de Juan Pedro Domecq. Oreille et oreille. Habit rose et or.

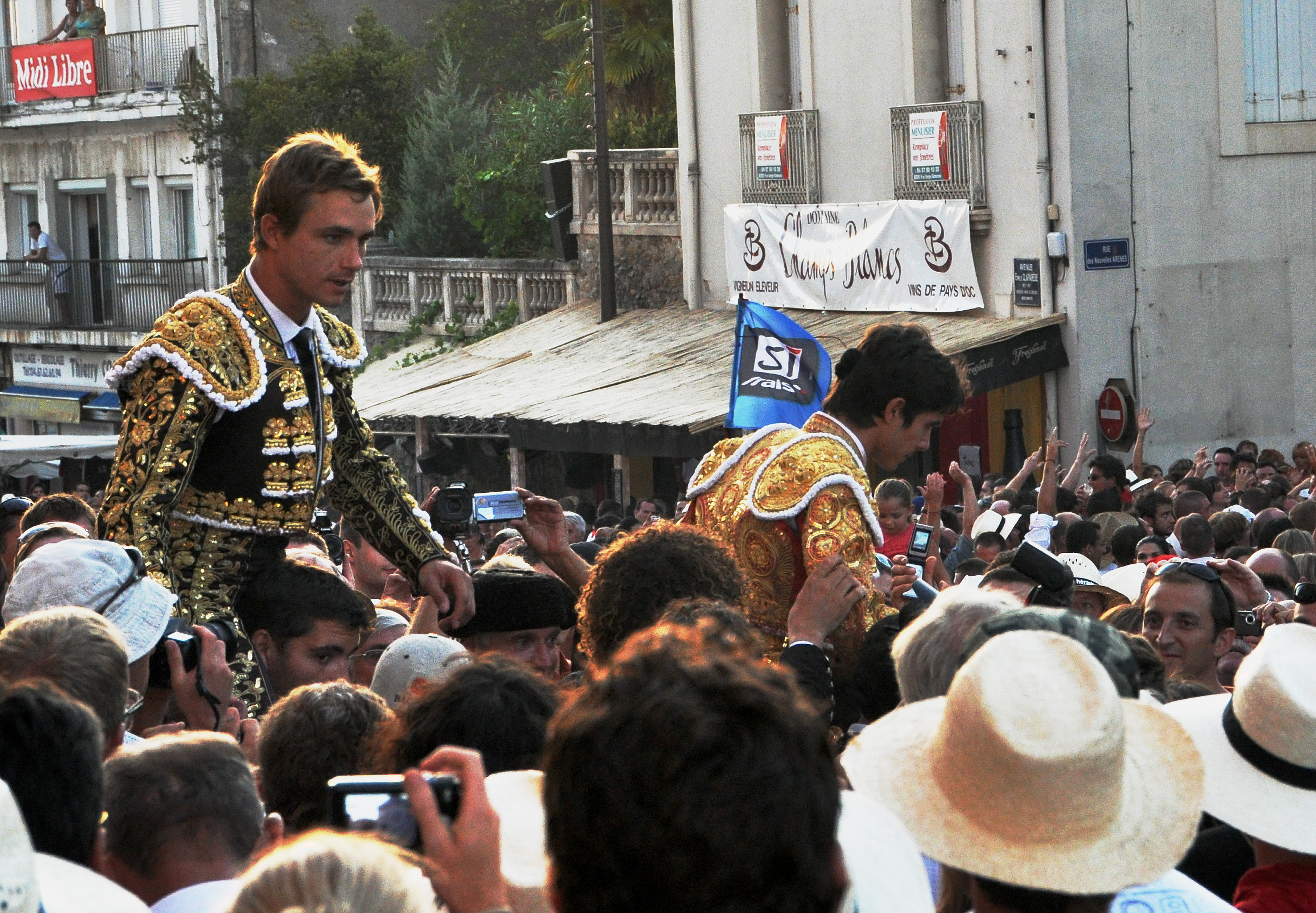
Juan Bautista et Sébastien Castella portés en triomphe après la corrida du 14 août 2009 lors de la feria de Béziers

- Confirmation  d'alternative à Mexico : 18 février 2001. Parrain Rafael Ortega, témoin « El Tato ». Taureau « Buñuelo », nº 109, cárdeno bragado, 493 kg, de la ganadería Santa Fe del Campo. Ovation. Habit céleste et or.
- Confirmation  d'alternative à Madrid : 28 mai 2004. Parrain Enrique Ponce, témoin Matías Tejela. Taureau « Marquesino », negro, 520 kg, de la ganadería Valdefresno. Silence. Habit grenadine et or.
- Sébastien Castella a acquis le rang de figura, non seulement en France, mais également en Espagne, après avoir reçu le prix « Cossio » décerné par la Fédération taurine d'Espagne de « Meilleur matador de toros » de la temporada 2006.
- En 2006, il finit 5e de l'escalafón avec 75 corridas
- En 2010, il est en huitième place à l'escalafón [17].